# Moritz Broschinski
Moritz Broschinski (Finsterwalde, 23 settembre 2000) è un calciatore tedesco, attaccante del Basilea.

## Carriera
Ha giocato nella prima divisione tedesca e svizzera.